# Pristimera bojeri
Pristimera bojeri là một loài thực vật có hoa trong họ Dây gối. Loài này được (Tul.) N. Hallé miêu tả khoa học đầu tiên năm 1978.